# 이군노
이군노(1961년 2월 27일 ~)는 빙그레 이글스의 전 야구 선수다. 등번호는 35번이며, 통산 성적은 26경기 14타수 2안타 1타점 3득점이다.

## 출신 학교
- 광주동성고등학교
- 성균관대학교

## 같이 보기
- 빙그레 이글스 연도별 선수 명단